# Hyżne
Pour la commune, voir Hyżne (gmina).
Hyżne est une localité polonaise, siège de la gmina de Hyżne, située dans le powiat de Rzeszów en voïvodie des Basses-Carpates.